# تيغا
تيغا جيمس سونتاغ (Tiga James Sontag) أو اغتصارا فقط تيغا (Tiga) هو دي جي و منتج أسطوانات كندي مختص في موسيقى الرقص الإلكترونية من مواليد 7 يوليو 1974.

## روابط خارجية
- تيغا على موقع ميوزك برينز (الإنجليزية)
- تيغا على موقع أول ميوزيك (الإنجليزية)
- تيغا على موقع ديسكوغز (الإنجليزية)
- تيغا على موقع ديسكوغز (الإنجليزية)